# Spezialschule (DDR)
Die Bezeichnung Spezialschule wurde im Bildungssystem der Deutschen Demokratischen Republik (DDR) für Schulen verwendet, die der Förderung von besonders begabten Schülern in verschiedenen Fächern dienten. Zu diesen Spezialschulen gehörten unter anderem
- die Spezialschulen für Musik
- die Kinder- und Jugendsportschulen
- die Spezialschulen mathematisch-naturwissenschaftlich-technischer Richtung
- die Schulen mit erweitertem Russischunterricht und weitere Schulen mit vertiefter Fremdsprachenbildung.